# لورينزو الأول. دي ليون غيريرو
لورينزو الأول. دي ليون غيريرو هو سياسي أمريكي، ولد في 25 يناير 1935 في سايبان في الولايات المتحدة، وتوفي بنفس المكان في 6 أكتوبر 2006. نشط حزبياً في Republican Party (Northern Mariana Islands) ‏ والحزب الجمهوري. وقد انتخب member of the Northern Mariana Islands House of Representatives ‏ وانتخب حاكم جزر ماريانا الشمالية ‏ (8 يناير 1990 – 10 يناير 1994).